# Apoxiomen de Croàcia
L'Apoxiomen de Croàcia és una estàtua de bronze datada probablement del s. II aC o de l'I aC. La trobaren el 1996 en un banc d'arena proper a l'illa croata de Vele Orjule, al sud de Lošinj. Amb una grandària de 192 cm, amb tota probabilitat és un lluitador, un altre exemple del tema tradicional de l'art hel·lè de plasmar l'Apoxiomen, que sol representar un jove atleta, netejant-se amb un raspador la pols, suor i ungüent del cos amb el petit instrument corb que els romans anomenaven estrígil.
El 2007, l'estàtua fou guardonada amb el Premi de Patrimoni Cultural Europa Nostra.

## Descobriment

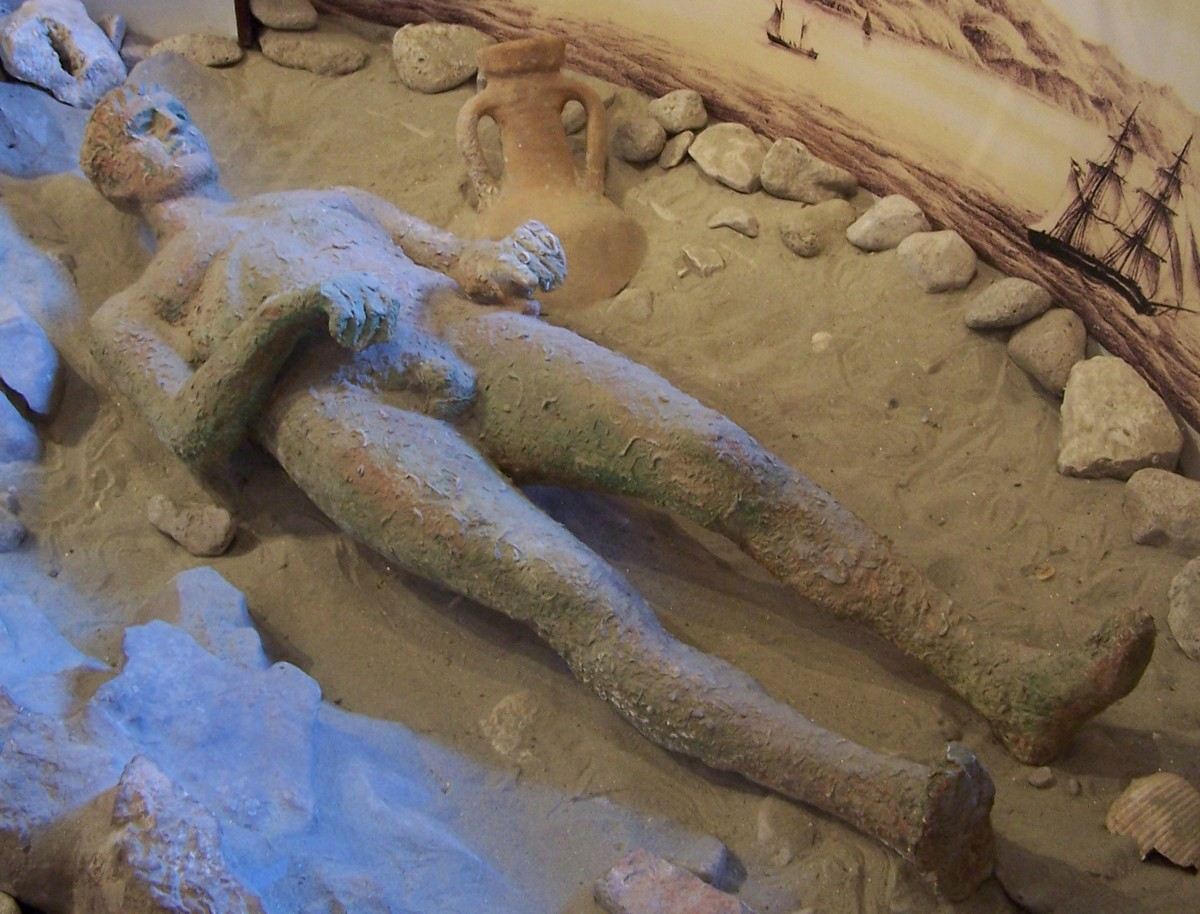
Recreació del fons marí on trobaren l'estàtua al 1996

El 1996, el turista belga René Wouters estava bussejant en l'illot de Vele Orjule. Trobà al fons d'un banc d'arena, a una profunditat de 45 m, un cúmul d'elements que semblaven formes humanes. Era una estàtua atrapada al fons rocós que tenia el costat dret (part de l'esquena, cap i extremitats) saturats d'arena i llim. Notificaren el descobriment a la Secretaria de Cultura de Croàcia, que n'ordenà el 24 d'abril de 1999 la recuperació, duta a terme per bussos de la policia i experts del Ministeri de Cultura i del Museu Arqueològic de Zadar.
Després del descobriment es feren algunes recerques a la zona on es trobà l'estàtua, a la mar Adriàtica. Els investigadors sostenen que l'estàtua fou llançada al mar, possiblement des d'un vaixell mercant romà durant una tempesta.

## Descripció
L'estàtua representa un jove atleta que es torca la suor i l'arena amb un rascador o estrígil. Els experts pensen que els braços i l'esquena musculosos poden considerar-se el tema de l'estàtua d'un lluitador. Té les cames lleument inclinades a la dreta, i el tors cap a l'esquerra: això deixa la línia del cos en una «S» a penes perceptible. Aixeca el peu esquerre pel taló, recau el pes sobre la cama dreta i inclina el cap cap avall, dirigint la mirada cap al raspador que li falta, que devia estar agafat per la mà dreta.
Al contrari que la versió de l'Apoxiomen de Lisip, aquesta té les mans més baixes, a l'altura del flanc. Els historiadors d'art Nenad Cambi i Vincenzo Saladino la consideren d'entre els s. II aC o I aC. Va ser fosa en bronze, amb altes dosis de plom, s'hi usà un model de cera format per set parts: cap, tors, mans, cames i zona genital, que se soldaren amb l'antiga tècnica de fondre el bronze, amb soldadures de plom i estany, i motles d'argila per a les cames. Les cavitats oculars contenien pedres per als ulls i els llavis i mugrons són xapes de coure lleument rogenques.
Una estàtua semblant a l'Apoxiomen de Croàcia es trobà el 1896 a Efes, a l'actual Turquia, i és ara al Museu d'Història de l'Art de Viena. En comparança amb la resta d'estàtues d'aquest tipus, el croat, per damunt fins i tot de la còpia de Lisip, és la millor conservada, principalment perquè la croata manté les mans al nivell del maluc i no a l'avantbraç.

## Procés de restauració
Quan va ser rescatada, l'estàtua estava coberta d'organismes marins adherits. Els científics no usaren agents químics per eliminar-los, només eines manuals mecàniques de precisió en el procés de conservació, que en fou el primer d'aquest tipus a Croàcia. Se'n repararen esquerdes i trencaments, i se'n feu una construcció especialment dissenyada que suportava la figura completa des de dins.

## Exposició
Després del procés de restauració d'uns anys, l'Apoxiomen s'exhibí al públic inicialment al Museu Arqueològic de Zagreb, entre el 18 de maig al 17 de setembre de 2006. Des de l'1 d'octubre de 2006 fins al 30 de gener de 2007, s'exposà al Palau Medici Riccardi de Florència. Després tornà a Zagreb.
El febrer de 2007, el primer ministre croat Ivo Sanader advocà per traslladar l'estàtua a l'illa de Lošinj, on havia estat trobada, però deixà la decisió final als experts del consell del Patrimoni Cultural. Mesos després, aquest consell aprovà per unanimitat traslladar-la al museu que s'estava construint en les dependències del Palau de Kvarner, a Lošinj, on es conserva fins a l'actualitat.

## Galeria d'imatges

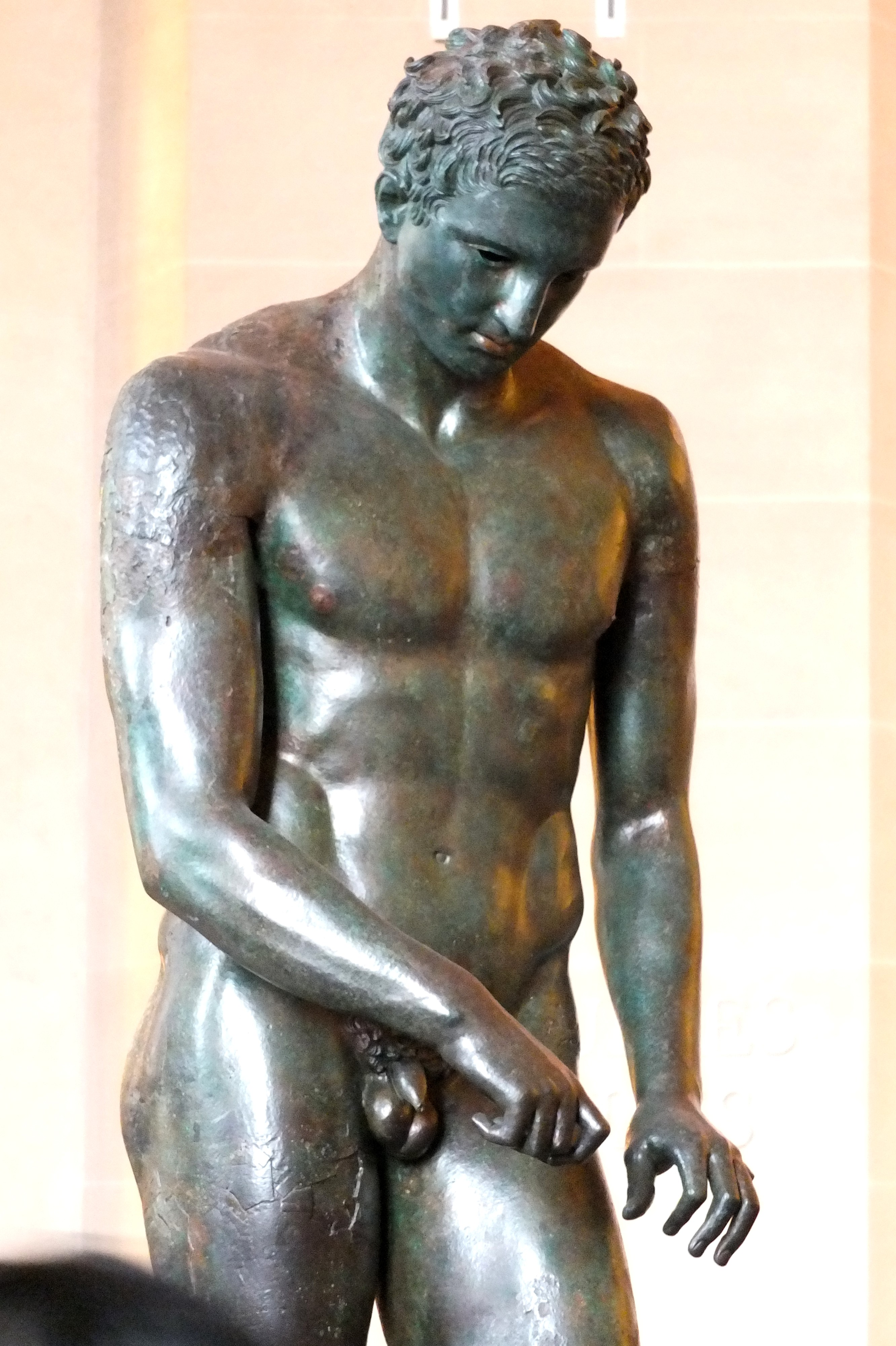
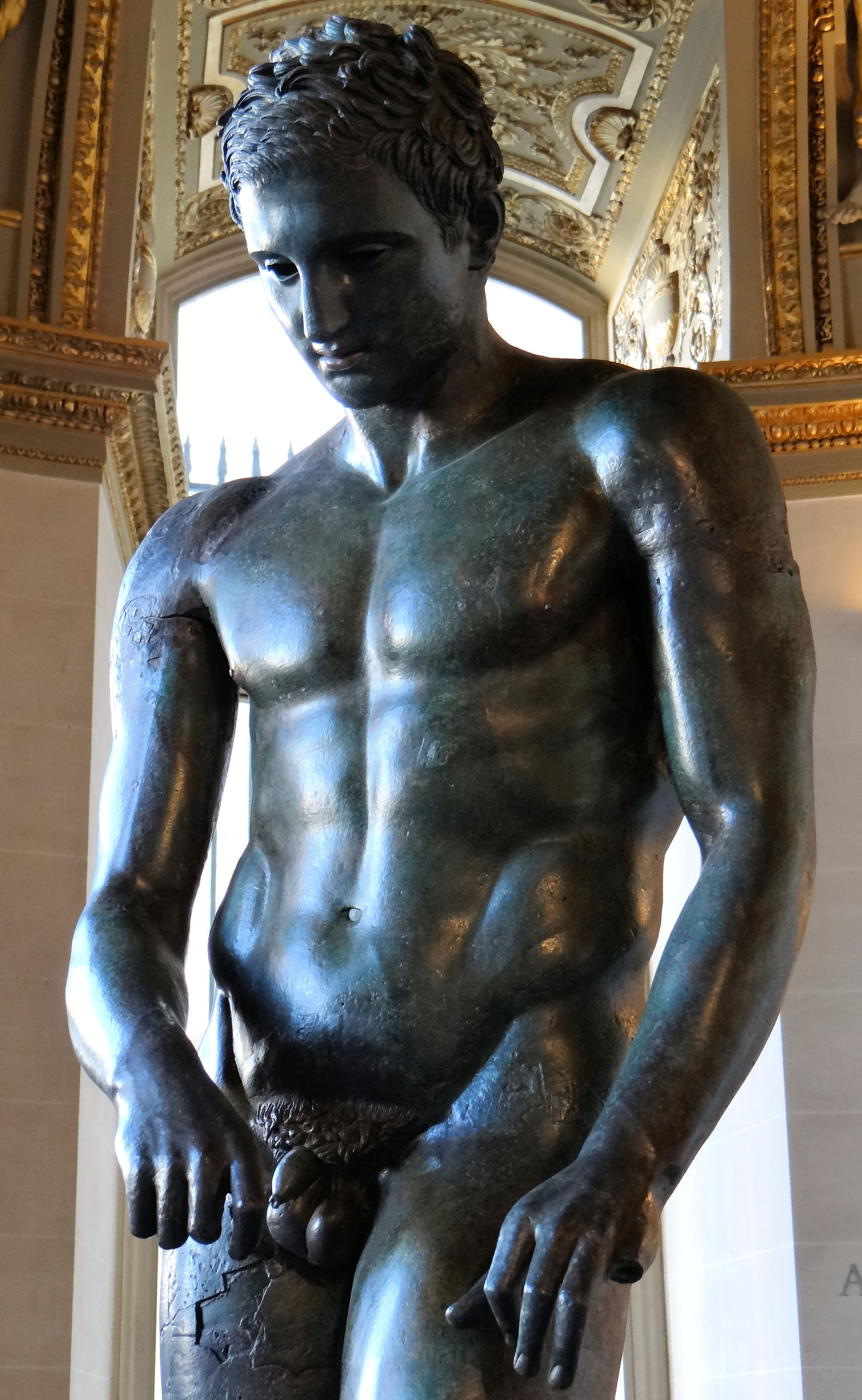
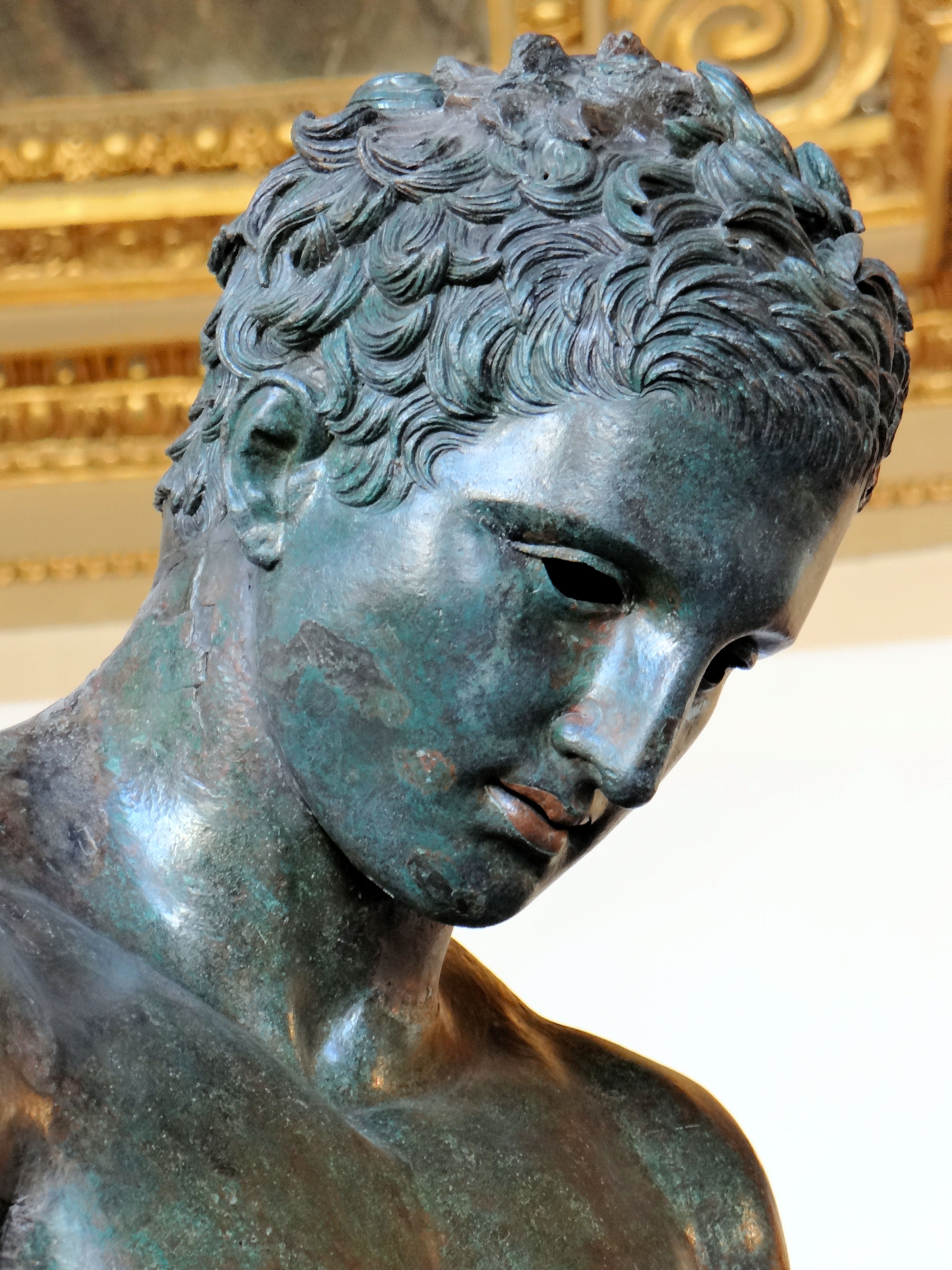
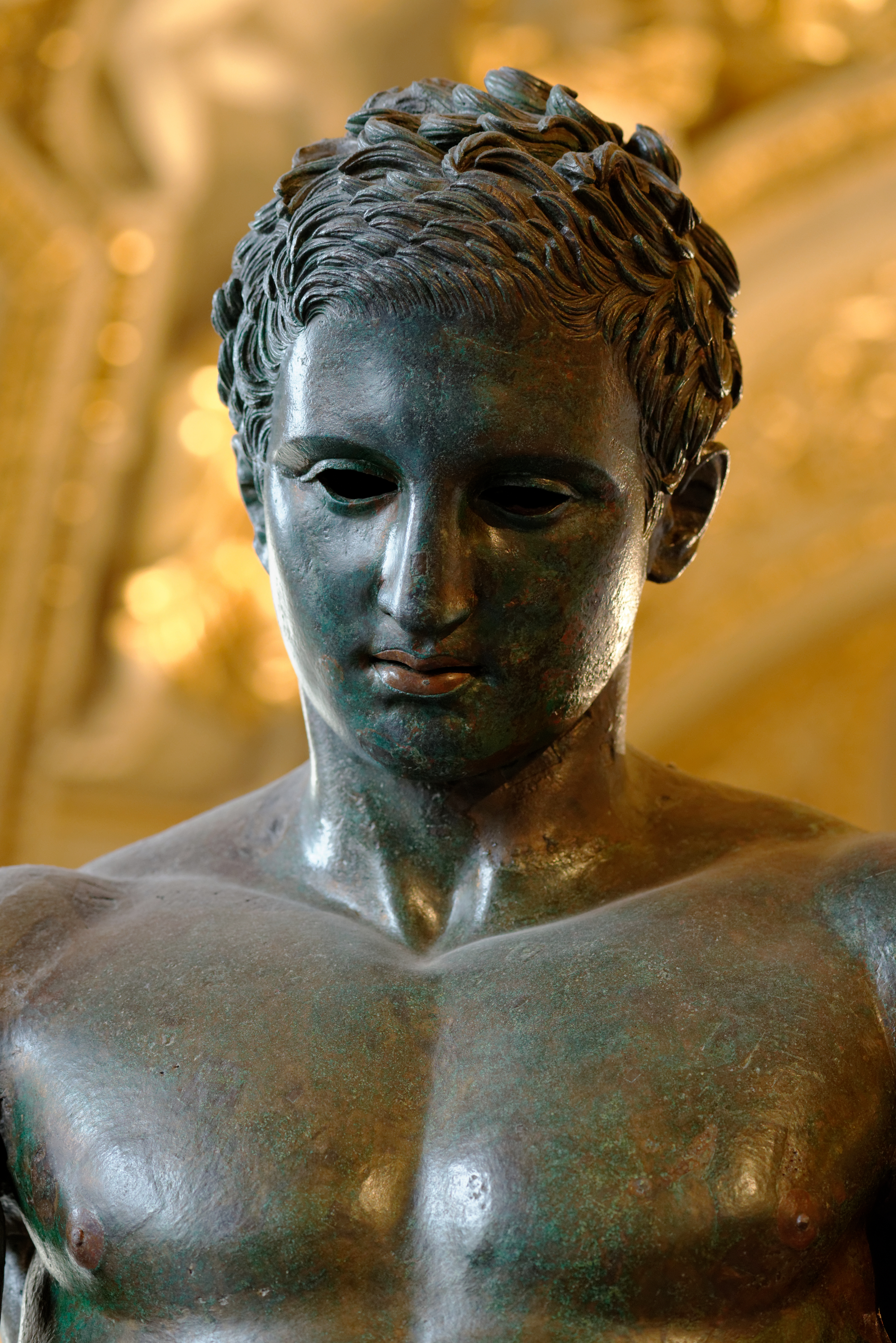
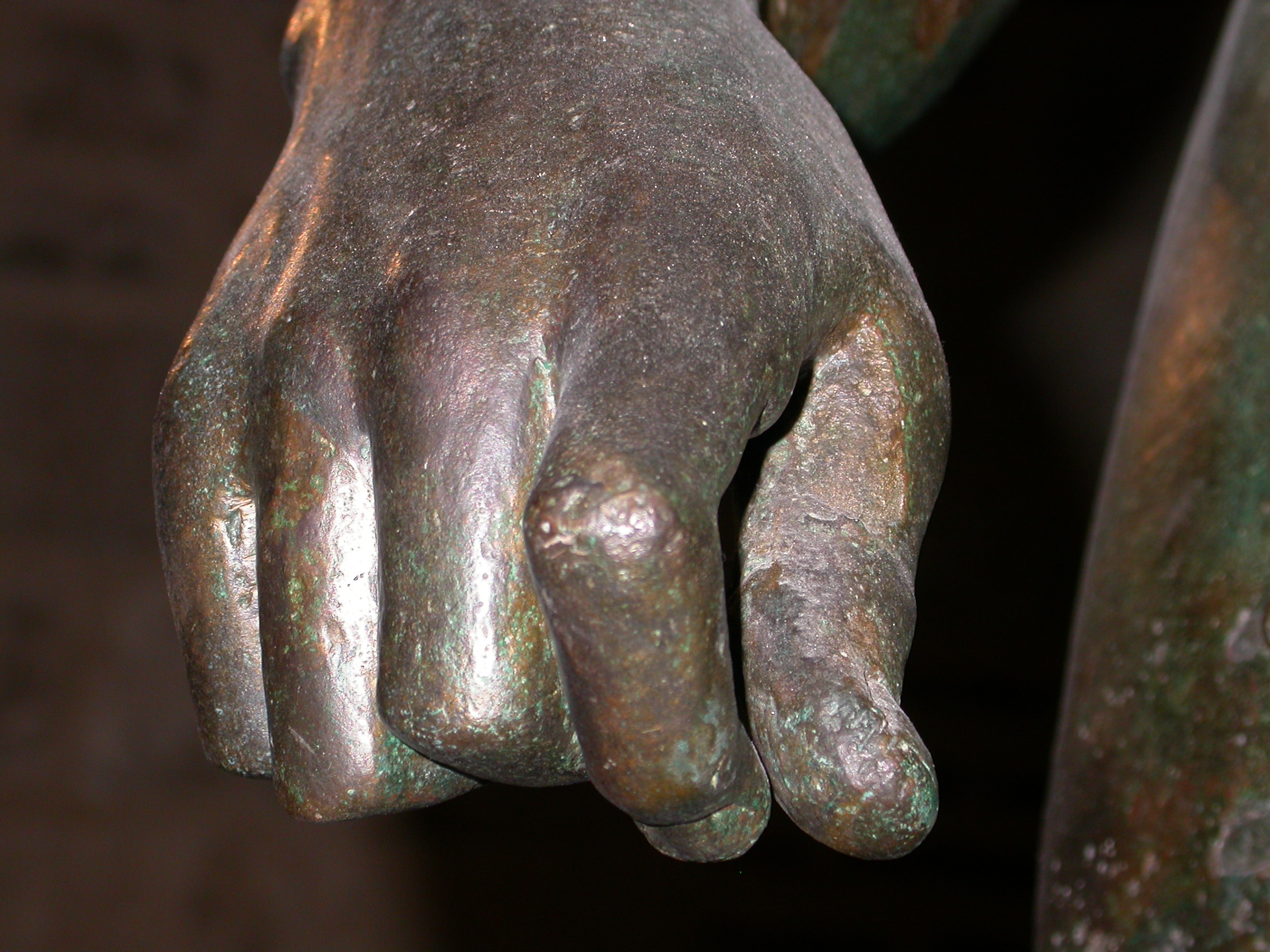
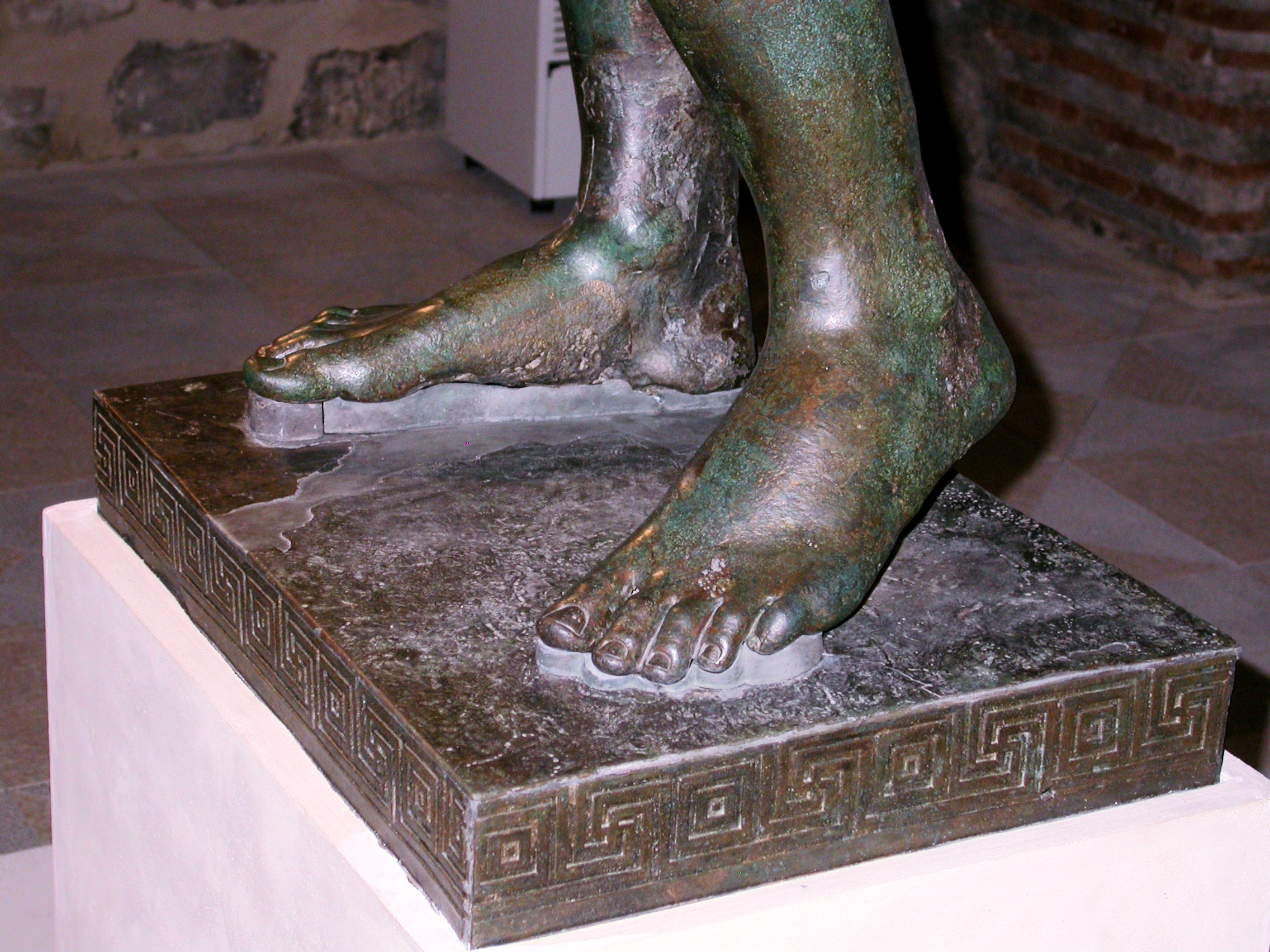
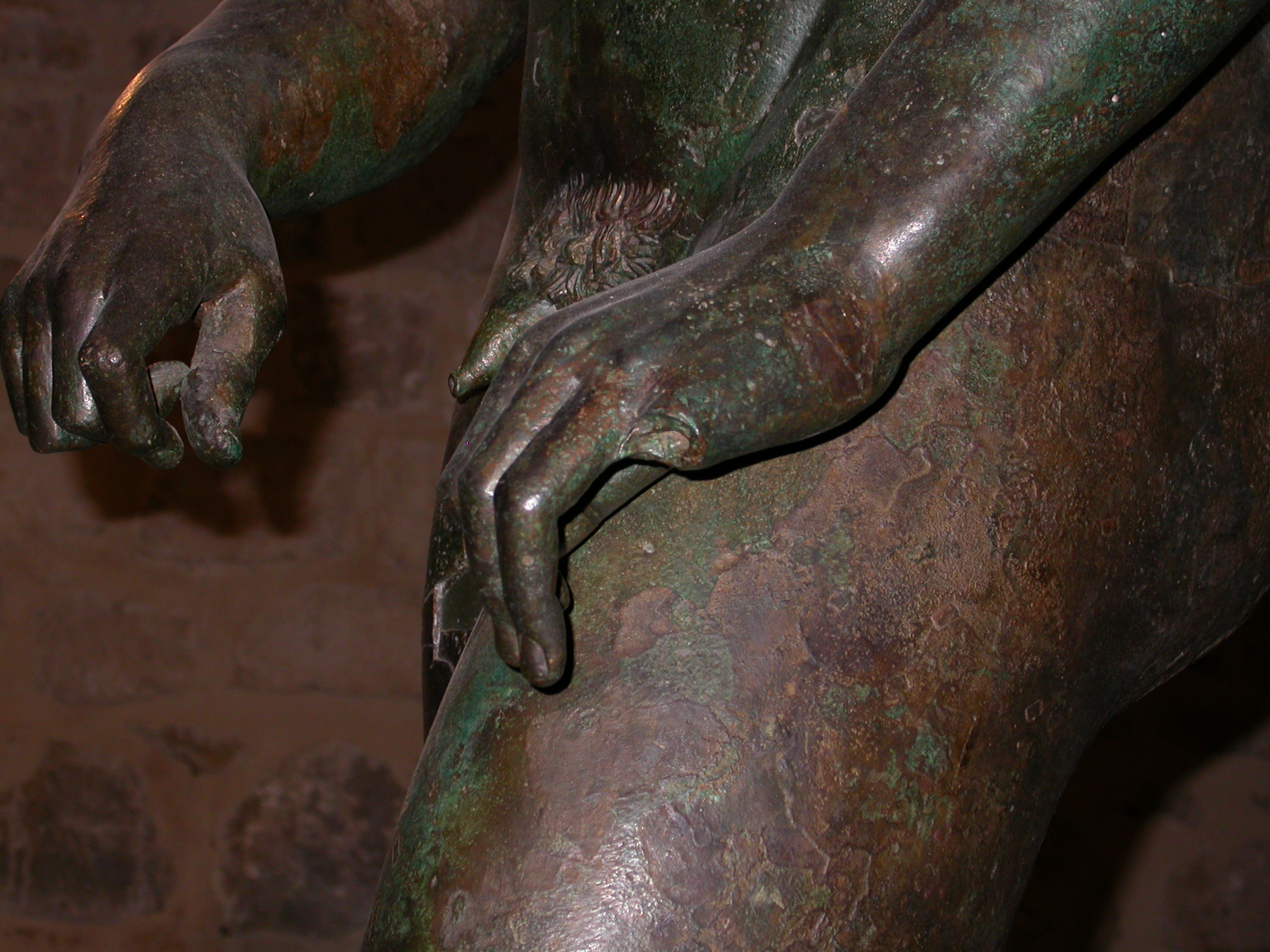